# Islam en Irak

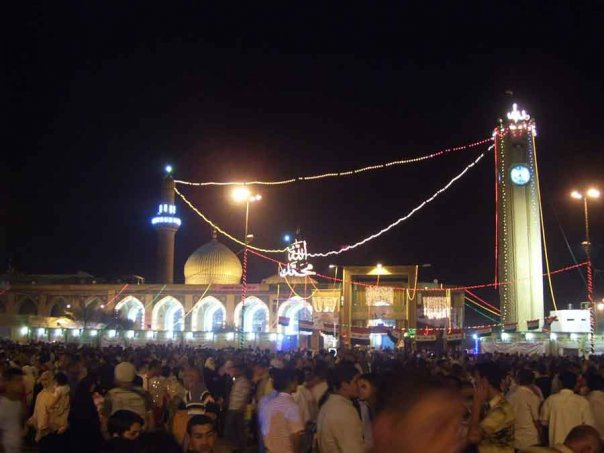
La mosquée Abu Hanifah, à Bagdad, en 2008

L'islam est présent en Irak depuis le VIIe siècle, quand Mahomet a unifié la péninsule Arabique autour de l'islam. Il y a actuellement 97 % de musulmans en Irak, qui peuvent être répartis entre sunnites et chiites.

## Les différentes communautés musulmanes
Avec l'exil d'une grande partie de la communauté chrétienne, il y a maintenant 55 % de chiites et 45 % de sunnites. L'Irak est donc, avec l'Iran, l'Azerbaïdjan et Bahreïn, un des seuls pays musulmans où les chiites sont majoritaires. La grande majorité des Irakiens sont arabes, mais il existe une forte minorité kurde, musulmane, qui représente 20 % de la population et qui se trouve essentiellement au Kurdistan, dans le Nord de l'Irak. Les Kurdes d'Irak sont surtout sunnites de rite chaféite, mais il existe 5 % de chiites Faili. Il y a également des Kurdes soufis de la confrérie qadirite, et naqshbandie. Il existe en Irak des courants très minoritaires de l'islam, comme la petite communauté shaykhite, concentrée à Basra et Kerbala. Le fragile équilibre des pouvoirs s'appuie sur les trois communautés principales, les chiites, les sunnites et les Kurdes.

## Les lieux saints de l'islam en Irak

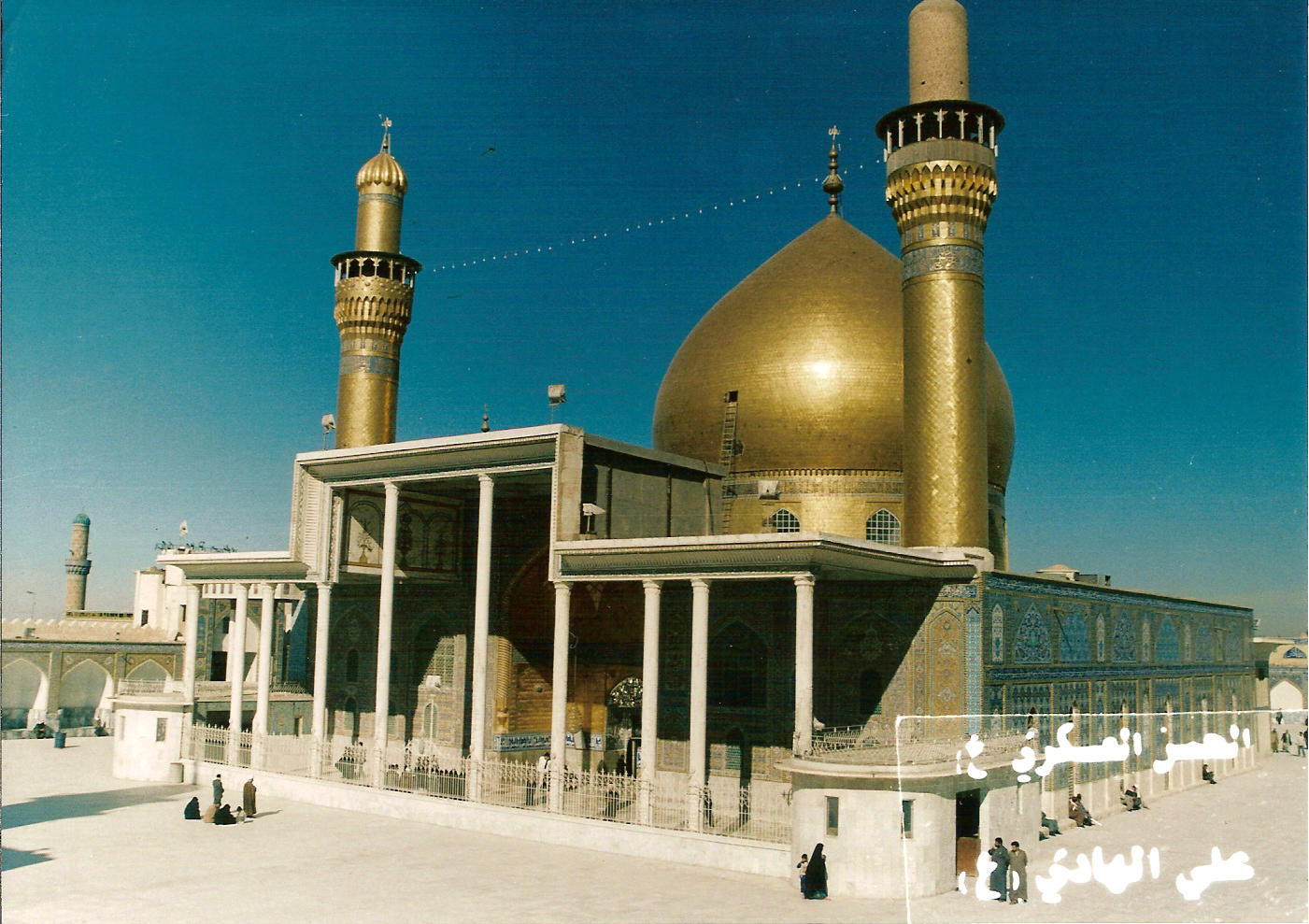
Le sanctuaire Al-Askari, à Samarra, avant les attentats de 2006.

L'Irak abrite des lieux saints importants pour les chiites ou pour les sunnites. Comme capitale de la dynastie Abasside, Bagdad a été pendant des siècles un centre majeur de l'enseignement des sciences islamiques.
La cité de Kerbala est majoritairement chiite du fait de la bataille de Kerbala, qui eut lieu le 10 octobre 680, et qui scella le schisme entre les chiites et les sunnites.
La ville de Nadjaf abrite la tombe d'Ali ibn Abi Talib, appelé « imam Ali » par les chiites et considéré comme le seul calife juste. Cette ville est un lieu de pèlerinage majeur dans le monde musulman chiite. C'est le troisième lieu saint musulman, après La Mecque et Médine selon les musulmans chiites.
C'est dans la ville de Kufa qu'a vécu Abu Hanifah, un érudit célèbre de l'islam, qui a fondé le courant hanafite, l'un des quatre courants de l'islam sunnite, répandu dans le monde entier.
Enfin, on trouve dans la ville de Samarra le sanctuaire Al-Askari, où sont enterrés les imams Ali al-Hadi et Hassan al-Askari, 10e et 11e imams chiites. Ce sanctuaire est aussi le lieu de vénération de Muhammad al-Mahdi, « l'imam caché », qui est dans le courant jafarite le douzième et dernier imam du chiisme. De ce fait, Samarra est un grand lieu de pèlerinage pour les chiites jafarites. Certaines épouses et filles de Mahomet ont été enterrées à Samarra, ce qui en fait l'un des lieux saints les plus importants du chiisme, et un lieu de vénération pour les sunnites.
L'Irak serait le lieu de sépulture de plusieurs Prophètes cités dans la Bible ou dans le Coran,tel que Noé, Adam, Ézéchiel, Job, Jonas, Hûd, Sâlih, Nahum, Esdras et Daniel[réf. nécessaire].